# Brandon Maxwell
Brandon Maxwell (* 22. březen 1991 Winter Park, Florida) je americký hokejový brankář hrající v týmu Fischtown Pinguins Bremerhaven.
Brandon Maxwell se do seniorského hokeje dostal z juniorské ligy AHMMPL, kde v sezoně 2006/2007 hájil branku týmu Cambridge Hawks, přes mládežnický program amerického hokeje v Ann Arbouru, v rámci kterého chytal za národní tým USA U17 a U18. V obou věkových kategoriích si v roce 2008 zachytal i na mistrovství světa a z turnaje "osmnáctek" má bronzovou medaili. V letech 2009 - 2012 působil v kanadské juniorské OHL (Kitchener Rangers, Sarnia Sting, Mississauga St. Michael's Majors). Během sezony 2012/13 hrál hokej na univerzitě v Gulephu a vyzkoušel si i ukrajinskou hokejovou ligu v dresu Berkutu Kyjev. Následující ročník strávil ve švédské nejvyšší soutěži, kde odchytal 40 zápasů za Rögle BK.
V sezoně 2014/15, kdy měl za sebou jedno odchytané utkání v dresu Utah Grizzlies v ECHL, ho oslovilo vedení HC Vítkovice Ridera. Brandon Maxwell však i přes dobrý úvod na Ostravsku dlouho nevydržel. Nastoupil do 5 zápasů s průměrem 3,73 a úspěšností zásahů 85,37%. Jinak většinou kryl záda parťákovi Danielu Dolejšovi. Po roce ve Vítkovicích skončil, v české extralize ale zůstal. Před startem sezony 2015/2016 se upsal HC Dynamo Pardubice. I když si ve své první sezoně na východě Čech nakonec zahrál jen skupinu o udržení, po celou sezonu patřil k nejlepším pardubickým hráčům.
Tento americký rodák, vlastnící i kanadské občanství zatím odchytal v české extralize celkem 87 zápasů s průměrem inkasovaných gólů 2,55 a úspěšností zásahů 91,71%. V osmi případech neinkasoval. Další sezóny odehrál v BK Mladá Boleslav.

## Statistiky
| 2006/07             | Cambridge Hawks Minor Midget AAA | AHMMPL              | —   | —    | —    | —  | —    | —    | — | —    | —    |
| 2007/08             | U.S. National U17 Team           | USDP                | 5   | —    | —    | —  | —    | —    | — | —    | —    |
| 2007/08             | U.S. National U18 Team           | USDP                | 13  | 1,91 | 92,5 | —  | —    | —    | — | —    | —    |
| 2007/08             | U.S. National U18 Team           | NAHL                | 21  | 3,40 | 88,9 | —  | —    | —    | — | —    | —    |
| 2008/09             | U.S. National U17 Team           | USDP                | 15  | 2,87 | 89,7 | —  | —    | —    | — | —    | —    |
| 2008/09             | U.S. National U18 Team           | USDP                | 11  | 3,15 | 86,8 | 9  | 2,58 | 91,5 | — | —    | —    |
| 2008/09             | U.S. National U18 Team           | NAHL                | 11  | —    | —    | —  | —    | —    | — | —    | —    |
| 2009/10             | Kitchener Rangers                | OHL                 | 41  | 3,73 | 90,1 | 20 | 3,86 | 90,0 | — | —    | —    |
| 2010/11             | Kitchener Rangers                | OHL                 | 46  | 3,22 | 90,3 | 4  | 3,75 | 89,1 | — | —    | —    |
| 2011/12             | Sarnia Sting                     | OHL                 | 32  | 3,23 | 89,9 | —  | —    | —    | — | —    | —    |
| 2011/12             | Mississauga St. Michael's Majors | OHL                 | 27  | 2,54 | 92,9 | 6  | 2,06 | 93,3 | — | —    | —    |
| 2011/12             | Hamilton Bulldogs                | AHL                 | 0   | —    | —    | —  | —    | —    | — | —    | —    |
| 2012/13             | Metallurg Novokuzněck            | KHL                 | 0   | —    | —    | —  | —    | —    | — | —    | —    |
| 2012/13             | University of Guelph             | CIS                 | 14  | 1,92 | 93,5 | —  | —    | —    | — | —    | —    |
| 2012/13             | Berkut Kiev                      | Ukrajina            | 3   | 1,62 | 93,7 | —  | —    | —    | — | —    | —    |
| 2013/14             | Rögle BK                         | Allsvenskan         | 40  | 2,65 | 90,3 | —  | —    | —    | — | —    | —    |
| 2014/15             | Utah Grizzlies                   | ECHL                | 1   | 2,77 | 83,3 | —  | —    | —    | — | —    | —    |
| 2014/15             | HC Vítkovice Steel               | ELH                 | 5   | 3,73 | 85,3 | —  | —    | —    | — | —    | —    |
| 2015/16             | Salith Šumperk                   | WSM liga            | 1   | 3,00 | 91,9 | —  | —    | —    | — | —    | —    |
| 2015/16             | HC Dynamo Pardubice              | ELH                 | 41  | 2,60 | 91,6 | —  | —    | —    | 5 | 2,20 | 91,2 |
| 2016/17             | HC Dynamo Pardubice              | ELH                 | 15  | 2,67 | 91,7 | —  | —    | —    | — | —    | —    |
| 2016/17             | BK Mladá Boleslav                | ELH                 | 16  | 2,02 | 93,6 | 5  | 3,00 | 90,5 | — | —    | —    |
| 2017/18             | BK Mladá Boleslav                | ELH                 | —   | —    | —    | —  | —    | —    | — | —    | —    |
| OHL celkově         | OHL celkově                      | OHL celkově         | 146 | 3,18 | 90,8 | 30 | 3,22 | 90,8 | — | —    | —    |
| ELH celkově         | ELH celkově                      | ELH celkově         | 77  | 2,76 | 90,6 | 5  | 3,00 | 90,5 | 5 | 2,20 | 91,2 |
| USDP celkově        | USDP celkově                     | USDP celkově        | 44  | 2,64 | 89,7 | 9  | 2,58 | 91,5 | — | —    | —    |
| Allsvenskan celkově | Allsvenskan celkově              | Allsvenskan celkově | 40  | 2,65 | 90,3 | —  | —    | —    | — | —    | —    |
| NAHL celkově        | NAHL celkově                     | NAHL celkově        | 32  | 3,40 | 88,9 | —  | —    | —    | — | —    | —    |
| CIS celkově         | CIS celkově                      | CIS celkově         | 14  | 1,92 | 93,5 | —  | —    | —    | — | —    | —    |